# Playa de El Chaparral
La Playa de El Chaparral es una playa de Mijas, en la Costa del Sol de la provincia de Málaga, Andalucía, España. Se trata de una playa semiurbana de arena oscura y rocas y oleaje moderado situada cerca de la Punta de Calaburras. Es una estrecha franja de unos 4.400 metros de longitud y unos 12 metros de anchura media. Es una playa con un grado de ocupación medio que cuenta solo con servicios básicos.
Parte de esta playa fue catalogada como playa nudista en 2010.